# Gumbo

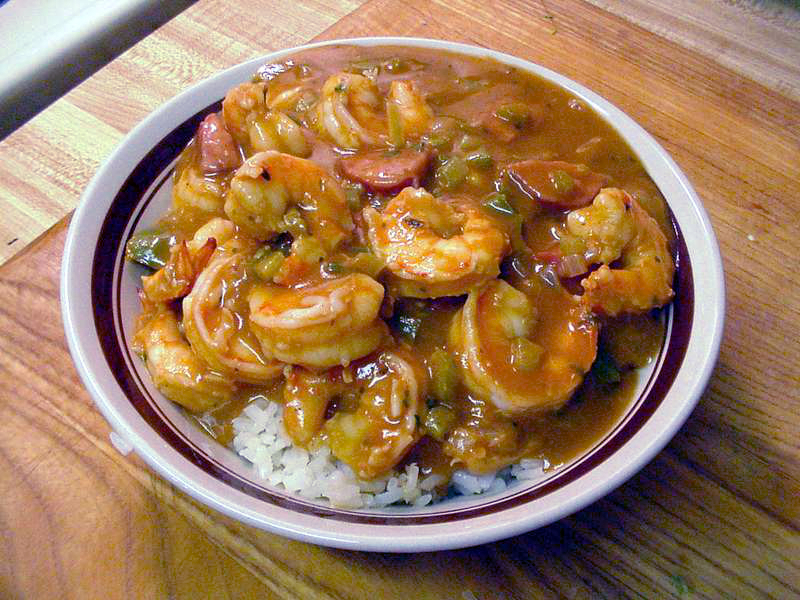
Shrimp-Gumbo mit Reis

Gumbo [gʌmboʊ] ist ein würziges, mit dunkler Mehlschwitze (Roux) angedicktes Eintopfgericht der US-amerikanischen Südstaatenküche.

## Herkunft
Der Begriff gumbo ist wahrscheinlich abgeleitet von dem angolanischen Wort kingombo für Okra, häufig eine Zutat des Gerichts. In der Literatur wird oft angeführt, bei Gumbo handle es sich um eine Variante der Bouillabaisse, aber diese Theorie wird von mehreren Autoren bezweifelt. Wesentliche Unterschiede bestehen darin, dass die französische Fischsuppe nur kurz gekocht wird, während Gumbo lange Zeit köcheln muss und eine gebundene Suppe ist. Außerdem enthält eine Bouillabaisse ausschließlich Fisch und Meeresfrüchte, nie zusätzlich Fleisch. Alte Kochbücher aus New Orleans unterscheiden klar zwischen Gumbo und Bouillabaisse, anzunehmen ist dagegen ein Einfluss durch Rezepte der Choctaws, die ebenfalls Meeresfrüchte verwendeten. Die Zubereitung erinnert außerdem an afrikanische Suppen, die Okra enthalten.
Gumbo ist in der gesamten Südstaatenküche zu finden, ist jedoch typisch für die kreolische und die Cajun-Küche.

## Zutaten
Gumbo wird häufig mit Meeresfrüchten (oft Krabben oder Shrimps aus dem Golf von Mexiko) oder Geflügel (Ente, Huhn, Wachteln), geräucherten Würsten wie der Andouille und Tasso, einer Art Schinken, aber auch mit anderem gerade verfügbaren Fleisch und der „Heiligen Dreifaltigkeit“ (Holy Trinity) der Cajun-Küche (Staudensellerie, milde grüne Gemüsepaprika und Zwiebeln) zubereitet.
Als Grundlage wird eine braune Roux (Mehlschwitze) zur Bindung verwendet, sie gibt dem Gumbo auch den typisch nussigen Geschmack. Sie ist in kreolischen Gumbos, die zusätzlich auch Tomaten enthalten können, eher hellbraun, während die Cajun-Variante mit einer dunkelbraunen Roux hergestellt wird.
Klassisch verwendet man zur weiteren Bindung des Gumbos entweder Okraschoten (meist im Meeresfrüchte-Gumbo) oder Filé-Pulver (gemahlene Blätter des Sassafrasbaums), das ursprünglich als Ersatz benutzt wurde, wenn keine Okraschoten verfügbar waren. Gumbo wird relativ stark gewürzt und mit frisch gekochtem Reis serviert.